# Umowa suwalska

Próby rozgraniczenia Suwalszczyzny i Wileńszczyzny

Umowa suwalska – polsko-litewska umowa wojskowa podpisana 7 października 1920 w Suwałkach, dotyczyła porozumienia w sprawie zawieszenia broni i ustalenia linii demarkacyjnej na Suwalszczyźnie.

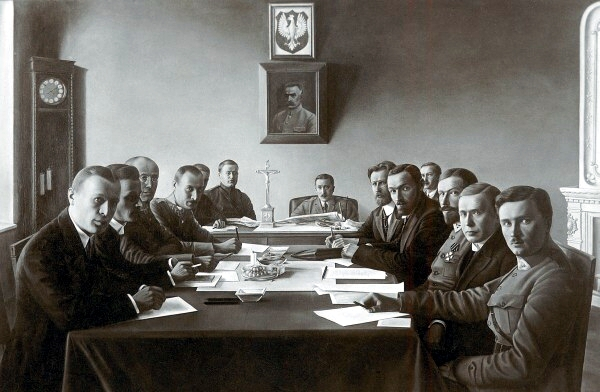
Konferencja w Suwałkach. Po lewej delegacja polska, po prawej zaś litewska

Umowa suwalska zatytułowana była: „Umowa między Rzecząpospolitą Polską i Rzecząpospolitą Litewską w sprawie ustanowienia tymczasowego modus vivendi aż do ostatecznego uregulowania stosunków między oboma państwami podpisana w Suwałkach, dnia 7 go października 1920”. Posiedzenie zostało zamknięte 8 października 1920 o godz. 2.00. Z tytułu umowy wynika, że umowa ta miała charakter tymczasowego kompromisu między stronami.
Umowa rozstrzygnęła sprawę przynależności Suwalszczyzny. Wytyczona na jej podstawie granica polsko-litewska na odcinku suwalskim nie uległa do chwili obecnej zmianie. Mająca charakter tymczasowy umowa nie rozstrzygnęła jednak sprawy Wilna, gdyż ustalona linia demarkacyjna i rozejm dotyczyły tylko Suwalszczyzny, ale nie całego frontu polsko-litewskiego (specyficznie, nie dotyczyły Wileńszczyzny).
Spisana była w językach polskim i litewskim, obu jednako miarodajnych, wchodziła w życie z chwilą podpisania. Składała się z pięciu artykułów. W pierwszym ustalono linię demarkacyjną. Biegła ona przez ziemię sejneńską i suwalską od granicy Prus Wschodnich do ujścia Czarnej Hańczy, a dalej do Niemna wzdłuż linii z 8 grudnia 1919 roku. Obie strony miały wycofać swe wojska do 6 km w głąb własnego terytorium. W ten sposób utworzono 12-kilometrowy pas neutralny, czyli strefę zdemilitaryzowaną. Dalsze artykuły dotyczyły formalnego zaprzestania działań wojennych (art. 2) i wymiany jeńców (art. 4). Obowiązywać miała do czasu ostatecznego uregulowania sporów terytorialnych pomiędzy Rządem Polskim a Litewskim (art. 5).  
Umowa została 19 stycznia 1922 zarejestrowana w Sekretariacie Ligi Narodów zgodnie z wymogami stawianymi przez art. 18 traktatu wersalskiego.
Rozejm pomiędzy armią polską a litewską wszedł w życie 10 października, jednak dwa dni wcześniej 1 Dywizja Litewsko-Białoruska gen. Lucjana Żeligowskiego na rozkaz Józefa Piłsudskiego „zbuntowała się”, wypierając oddziały litewskie z Wilna. Walki pomiędzy armią litewską a jednostkami Żeligowskiego, działającego bez oficjalnego wsparcia Armii Polskiej trwały do zawieszenia broni narzuconego przez Ligę Narodów w końcu listopada.
W okresie międzywojennym dyplomacja litewska stała na stanowisku – odrzucanym przez dyplomację polską – że Polska złamała umowę suwalską. Powołując się na brak układu pokojowego kolejne rządy Litwy utrzymywały, jakoby wciąż trwał stan wojny polsko-litewskiej. 10 grudnia 1927 Rada Ligi Narodów uznała wprawdzie istnienie pokoju między oboma państwami (z uzasadnieniem, iż Pakt Ligi Narodów zabrania wojny między jej członkami), jednak nawiązanie stosunków nastąpiło dopiero po ultimatum Polski wobec Litwy w 1938.